# 教えて!ココロくん
教えて!ココロくん（おしえて ココロくん）は、2015年10月20日から12月22日まで放送されたバラエティ番組

## 出演者
MC
- バナナマン
  - 設楽統
  - 日村勇紀

進行
- 笹川友里

## スタッフ
- 構成： 美濃部達宏、矢野了平、塩野智章、島本裕太
- プロデューサー・演出：成田雅仁